# NGC 5555
NGC 5555 is een spiraalvormig sterrenstelsel in het sterrenbeeld Maagd. Het hemelobject werd in 1886 ontdekt door de Amerikaanse astronoom Ormond Stone.

## Synoniemen
- ESO 579-15
- MCG -3-36-11
- IRAS 14160-1854
- PGC 51124